# Морозов, Пётр Иванович (министр)
Пётр Иванович Морозов (1 октября 1908 — 2 февраля 1977) — советский партийный и государственный деятель, Министр сельского хозяйства РСФСР (1955—1957), первый секретарь Амурского обкома КПСС (1957—1964).

## Биография
В 1928 году окончил сельскохозяйственный техникум, в 1934 году — зоотехнический факультет Омского сельскохозяйственного института, а в 1935 — педагогическое отделение Омского сельскохозяйственного института.
Член ВКП(б)/КПСС с 1939 года.
- 1928—1930 гг. — зоотехник окружного агентства «Сибмаслосоюза», г. Ачинск.
- 1934—1936 гг. — преподаватель и директор учебного хозяйства Куйбышевского зооветеринарного техникума (Новосибирская область).
- 1936—1937 гг. — в РККА.
- 1937—1941 гг. — директор зооветеринарного техникума (Новосибирская область).
- 1941—1946 гг. — заместитель начальника Новосибирского областного земельного отдела.
- 1946—1947 гг. — начальник Новосибирского областного отдела животноводства.
- 1947—1949 гг. — заведующий сектором совета по делам колхозов при Совете Министров СССР.
- 1949—1951 гг. — заместитель председателя исполнительного комитета Новосибирского областного Совета депутатов трудящихся.
- 1951—1952 гг. — заместитель, первый заместитель председателя исполнительного комитета Новосибирского областного Совета депутатов трудящихся.
- С 1952 года — секретарь Кемеровского обкома КПСС.
- 1952—1955 гг. — председатель Исполнительного комитета Кемеровского областного Совета.
- 1955—1957 гг. — Министр сельского хозяйства РСФСР.
- 1957—1964 гг. — первый секретарь Амурского областного комитета КПСС.
- 1964—1976 гг. — первый заместитель, заместитель Министра сельского хозяйства СССР. В 1971 году президент XXIII конгресса Апимондии, проходившего в Москве[1].
- С 1976 года — персональный пенсионер союзного значения, г. Москва.

Член Центральной Ревизионной Комиссии КПСС (1961—1966). Депутат Верховного Совета СССР в 1954—1966 годах.
Похоронен на Новодевичьем кладбище.

## Награды и звания
- Награждён орденом Ленина (1958), тремя орденами Трудового Красного Знамени, медалями «За трудовое отличие», «За доблестный труд в Великой Отечественной войне 1941—1945 гг.», «За трудовую доблесть».